# Pretzel Logic (Lied)

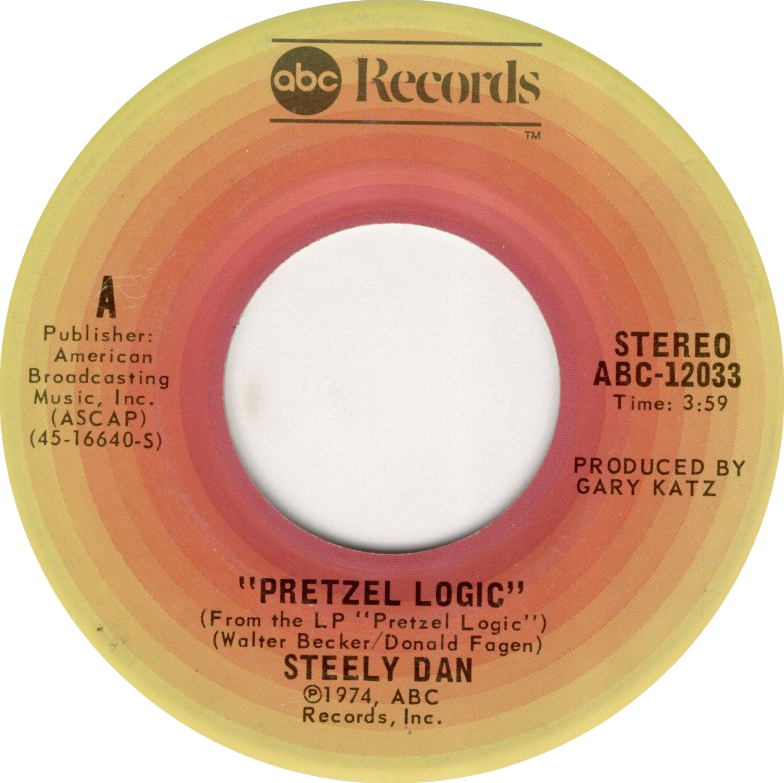
Vinyl-Single von Pretzel Logic

Pretzel Logic (deutsch: „verdrehte Logik“) ist ein Song der Jazz-Rockband Steely Dan, der 1974 als zweite Single aus dem Album Pretzel Logic veröffentlicht wurde. Es erreichte Platz 67 in den Billboard-Charts.

## Allgemeines
Autor Anthony Robustelli beschreibt Pretzel Logic in seinem Buch Steely Dan FAQ als bluesigen Shuffle über das Thema Zeitreisen. Fagen erklärte selbst, dass die Texte, einschließlich anachronistischer Verweise auf Napoleon und Minstrel Shows, Zeitreisen seien.
Der Kritiker des Rolling Stone Magazine, Bud Scoppa, beschreibt Pretzel Logic als eines der konventionelleren Lieder des Albums und nennt es einen „modifizierten Blues“. Scoppa lobte die E-Gitarren-Improvisationen für ihre Originalität und für Pedal-Steel-Gitarren-Parts, die sich nicht wie Country-Musik anhören würden und schrieb sie Jeff Baxter zu, obwohl laut Steely Dan-Biograf Brian Sweet Walter Becker die Gitarre spielte. Pretzel Logic ist einer der ersten Steely-Dan-Songs, in denen Walter Becker als Leadgitarrist auftritt. Eduardo Rivadavia zitiert Pretzel Logic als einen von mehreren Songs auf dem Album, auf dem Steely Dan ihren Marken-Sound „so süß-infektiös wie täuschend verwickelt, düster und witzig“ abbildet.

## Besetzung
- Donald Fagen – Klavier, Gesang
- Walter Becker – Lead-Gitarre, Hintergrundgesang
- Michael Omartian – Piano
- Jim Gordon – Schlagzeug
- Wilton Felder – Bass
- Dean Parks – Rhythmusgitarre
- Plas Johnson – Saxophon
- Ollie Mitchell – Trompete
- Lew McCreary – Posaune
- Tim Schmit – Hintergrundgesang